# Pajala (Gemeinde)
Koordinaten: 67° 13′ N, 23° 22′ O

Pajala ist eine Gemeinde (schwedisch kommun) in der nordschwedischen Provinz Norrbottens län und der historischen Provinz Norrbotten.
Der Hauptort der Gemeinde ist Pajala. Weitere nennenswerte Ortschaften sind Junosuando, Kangos, Korpilombolo, Muonionalusta, Tärendö.

## Geographie
Die Gemeinde Pajala erstreckt sich etwa 150 Kilometer entlang der Westseite der Flüsse Muonio älv und Torne älv, die die Grenze zu Finnland bilden, von Norden nach Süden. Durch das Gemeindegebiet fließt der Kalixälven, der durch den Tärendöälven, eine Bifurkation, mit dem Torne älv verbunden ist. Die Gemeinde, die im Skandenvorland liegt, ist weitgehend von Nadelwald bedeckt und von großen Feuchtgebieten durchzogen.

## Wirtschaft
Die traditionellen Wirtschaftszweige Land- und Forstwirtschaft sind heute noch von einiger Bedeutung. Der sekundäre Sektor ist von Kleinunternehmen geprägt. Größter Arbeitgeber ist die Gemeinde selbst.

## Sehenswürdigkeiten
Fünf Kilometer östlich der Stadt Pajala liegt Kengis, wo vom 17. bis 19. Jahrhundert Schmiedewerke Eisen und Kupfer verarbeiteten. Dort wurden zwischen 1674 und 1715 Kupfermünzen geprägt. Heute kann der nördlichste Herrenhof Schwedens besichtigt werden sowie die Kirche und das Kirchendorf.
In Tärendö, etwa 40 Kilometer westlich von Pajala gibt es ein Freilichtmuseum mit etwa 20 verschiedenen Gebäuden.
In Pajala selbst befindet sich mit 38,33 Metern Durchmesser die weltgrößte Sonnenuhr. Da sich die Sonnenuhr ca. 70 km nördlich des Polarkreises befindet, konnte sie absolut rund gestaltet werden. Wenn die Sonne scheint, kann man somit die ganzen 24 Stunden eines Tages ablesen.
In der Nähe von Pajala befindet sich der Jupukkamasten, eines der vier höchsten Bauwerke in Schweden.